# Holden Monaro
Der Holden Monaro ist ein bei der australischen General-Motors-Dependance Holden gebautes Coupé.
Der Monaro wurde von 1968 bis 1976 gebaut, als Holden LE Coupé und Holden GTS 4-door sogar bis 1979. Eine Neuauflage in moderner Form erlebte der Monaro von 2001 bis 2005.

## Von Jahr zu Jahr

### Monaro (HK/HT/HG, 1968–1971)
Der Ur-Monaro stellte ein zweitüriges Hardtop-Coupé (ohne B-Säulen) auf Basis der zeitgenössischen Limousine Holden Belmont der HK-Serie dar und wurde in den Basisversion, als GTS und als GTS 327 angeboten. Das Grundmodell gab es wahlweise mit 2,6 l- oder 3,05 l-Reihensechszylinder, den GTS mit dem 3,05 l-R6 in stärkerer Ausführung oder einem 5,0 l-V8. Im GTS 327 verrichtete ein 5,4 l-V8 von Chevrolet seinen Dienst. Ein GTS 327 gewann 1968 auf Anhieb das 500-Meilen-Rennen von Bathurst.
Anfang 1969 erkor das australische Fachblatt Wheels den Monaro zum „Auto des Jahres 1968“.
Im Juni 1969 erhielt der Monaro HK ein erstes Facelift und hörte nun auf die Bezeichnung Monaro HT. Zugleich wurde im Spitzenmodell der 5,4-l V8 durch einen 5,7-l V8 ersetzt, seine Bezeichnung entsprechend in GTS 350 geändert (Die Ziffern geben den jeweiligen Hubraum in Kubikzoll an.). Auch dieses Modell siegte beim Bathurst-Rennen 1969.

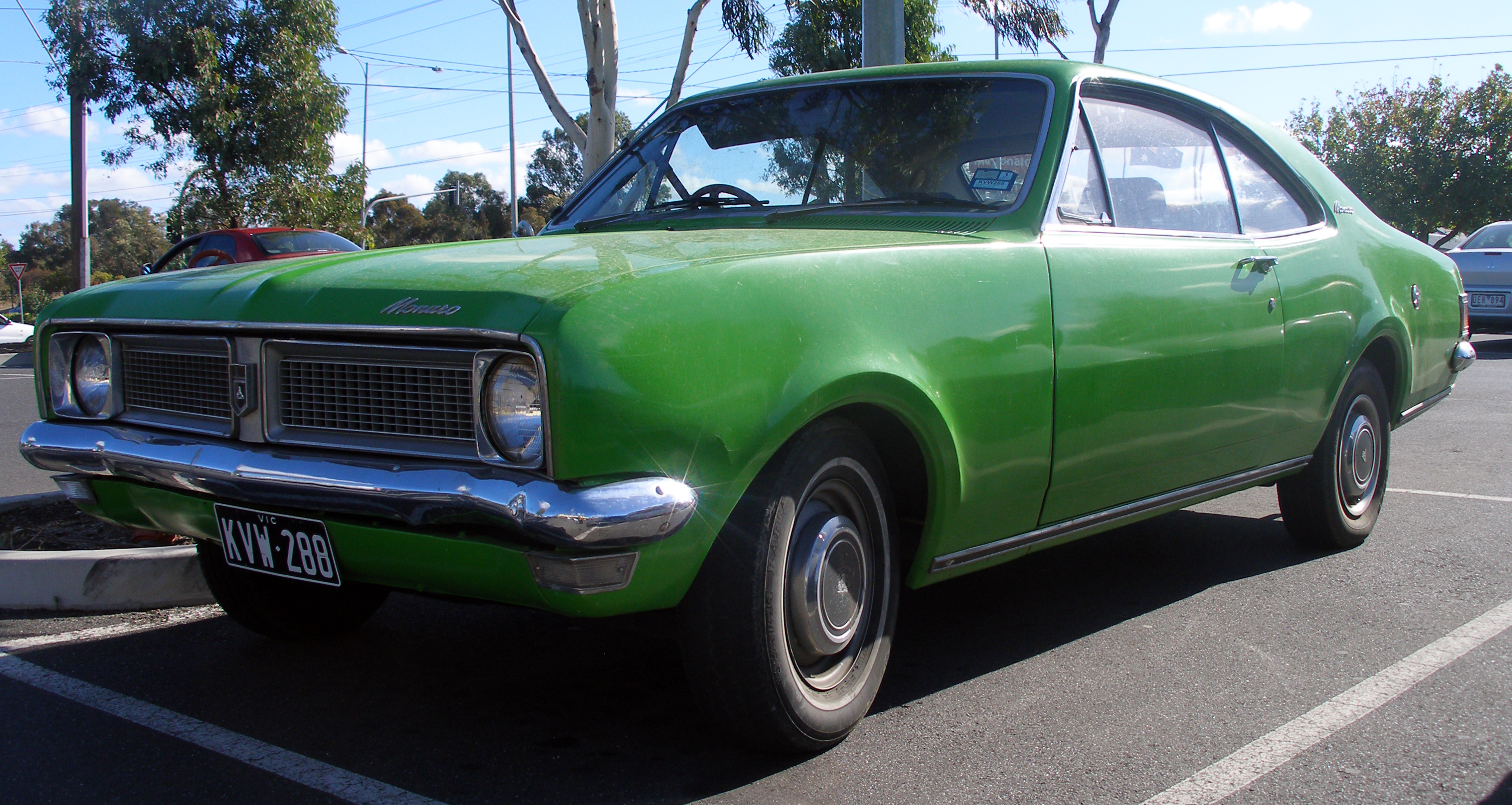
Holden Monaro HG (1970–1971)

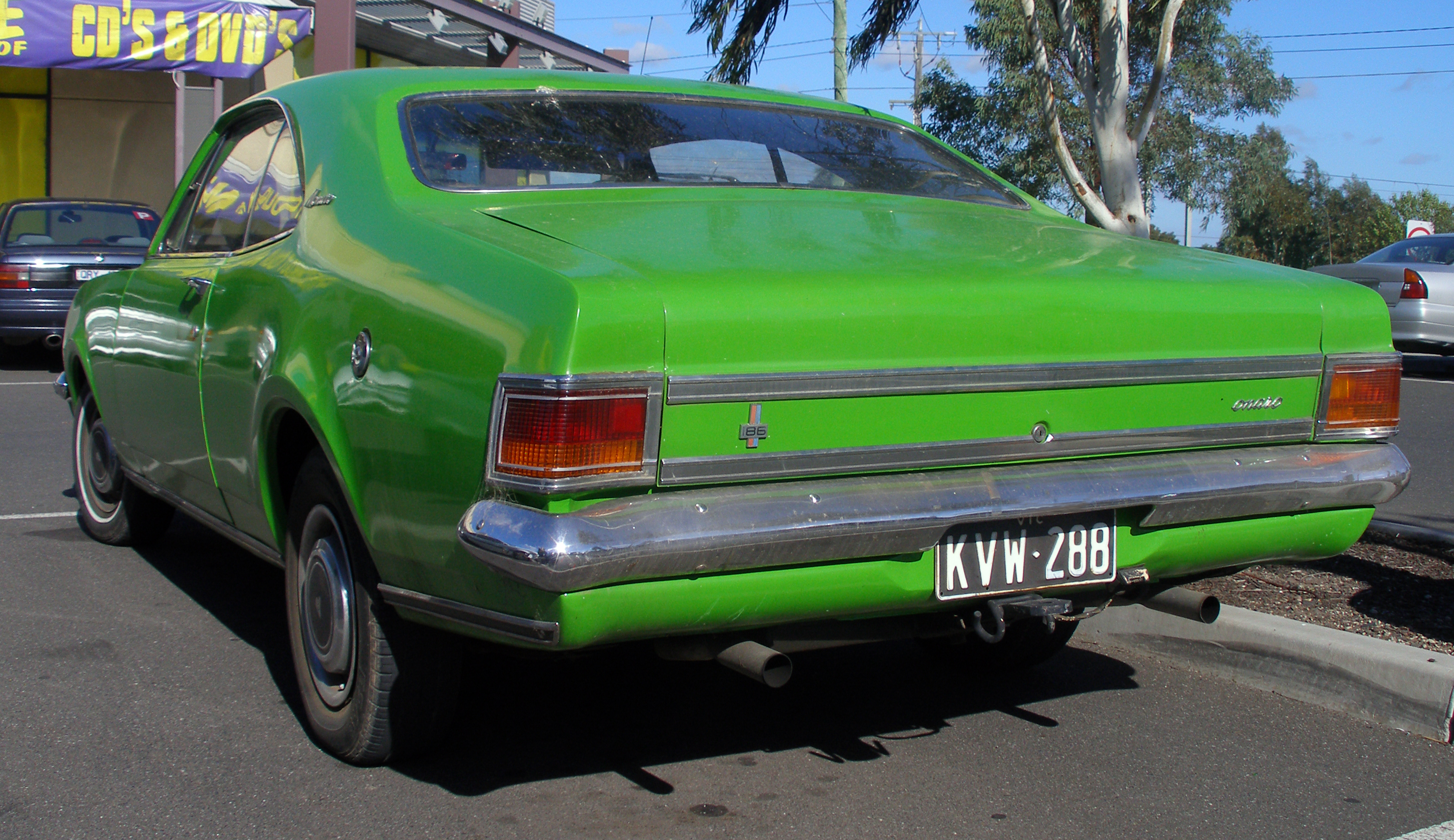
Heck des Monaro HG

1970 folgte der erneut leicht überarbeitete Monaro HG. Erkennungsmerkmale von HT und HG gegenüber dem HK waren der Kunststoffkühlergrill (beim HK bestand er aus Metall), ein runder Drehzahlmesser am Armaturenbrett statt viereckigem Instrument auf der Mittelkonsole, Gummilager an der Vorderachse (anstelle Lagern aus gesinterter Bronze) und vergrößerte, um die Karosserieecken gezogene Heckleuchten.
Gut zu unterscheiden sind die Varianten auch an der Gestalt der Zierstreifen. Beim HK lief ein Streifen die linke Seite von Motor- und Kofferraumhaube entlang, beim HG liefen die Streifen die oberen Flanken entlang und endeten knapp vor der C-Säule. Die GTS-Modelle in HT- und HG-Ausführung besaßen Lufthutzen auf der Motorhaube.
Im Design ähnelt der Monaro der ersten Generation dem Opel-Rekord-C-Coupé; allerdings war der Holden ein gutes Stück größer.
| Modell   | Bezeichnung             | Fahrzeugart              | Bauzeitraum     |
| -------- | ----------------------- | ------------------------ | --------------- |
| HK-80337 | Monaro Coupé            | Hardtop-Coupé, zweitürig | 07/1968–06/1969 |
| HK-80737 | Monaro GTS Coupé        | Hardtop-Coupé, zweitürig | 07/1968–06/1969 |
| HK-80837 | Monaro GTS 327 Coupé    | Hardtop-Coupé, zweitürig | 07/1968–06/1969 |
| HT-80337 | Monaro Coupé R6         | Hardtop-Coupé, zweitürig | 06/1969–07/1970 |
| HT-80437 | Monaro Coupé V8         | Hardtop-Coupé, zweitürig | 06/1969–07/1970 |
| HT-80737 | Monaro GTS Coupé R6     | Hardtop-Coupé, zweitürig | 06/1969–07/1970 |
| HT-80837 | Monaro GTS Coupé V8     | Hardtop-Coupé, zweitürig | 06/1969–07/1970 |
| HT-81837 | Monaro GTS 350 Coupé V8 | Hardtop-Coupé, zweitürig | 06/1969–07/1970 |
| HG-80337 | Monaro Coupé R6         | Hardtop-Coupé, zweitürig | 07/1970–06/1971 |
| HG-80437 | Monaro Coupé V8         | Hardtop-Coupé, zweitürig | 07/1970–06/1971 |
| HG-80737 | Monaro GTS Coupé R6     | Hardtop-Coupé, zweitürig | 07/1970–06/1971 |
| HG-80837 | Monaro GTS Coupé V8     | Hardtop-Coupé, zweitürig | 07/1970–06/1971 |
| HG-81837 | Monaro GTS 350 Coupé V8 | Hardtop-Coupé, zweitürig | 07/1970–06/1971 |

Vom Monaro der Typen HK,HG und HT wurden insgesamt 29.529 Stück hergestellt.
| Holden Monaro              | 2600 | 3000 | 3000 GTS | 5000 | GTS 327 | GTS 350 |
| -------------------------- | --- | --- | --- | --- | --- | --- |
| Motor:                     | 6-Zylinder-Reihenmotor (Viertakt), vorne längs                                                              | 6-Zylinder-Reihenmotor (Viertakt), vorne längs                                                              | 6-Zylinder-Reihenmotor (Viertakt), vorne längs                                                              | 8-Zylinder-V-Motor (Viertakt), Gabelwinkel 90°, vorne längs                                                 | 8-Zylinder-V-Motor (Viertakt), Gabelwinkel 90°, vorne längs                                                 | 8-Zylinder-V-Motor (Viertakt), Gabelwinkel 90°, vorne längs                                                 |
| Hubraum:                   | 2637 cm³ | 3043 cm³ | 3043 cm³ | 5025 cm³ | 5354 cm³ | 5733 cm³ |
| Bohrung × Hub:             | 85,73 × 76,2 mm                                                                                             | 92,08 × 76,2 mm                                                                                             | 92,08 × 76,2 mm                                                                                             | 98,43 × 82,55 mm                                                                                            | 101,6 × 82,55 mm                                                                                            | 101,6 × 88,4 mm                                                                                             |
| Leistung bei 1/min:        | 85 kW (116 SAE-PS) bei 4400                                                                                 | 94 kW (128 SAE-PS) bei 4200                                                                                 | 108 kW (147 SAE-PS) bei 4600                                                                                | 157 kW (213 SAE-PS) bei 4600                                                                                | 186 kW (253 SAE-PS) bei 4800                                                                                | 224 kW (304 SAE-PS) bei 4800                                                                                |
| Max. Drehmoment bei 1/min: | 213 Nm bei 2000                                                                                             | 245 Nm bei 1600                                                                                             | 250 Nm bei 2200                                                                                             | 406 Nm bei 2400                                                                                             | 440 Nm bei 3200                                                                                             | 514 Nm bei 3200                                                                                             |
| Verdichtung:               | 9,2:1 | 9,2:1 | 9,2:1 | 8,75:1 | 8,75:1 | 10,2:1 |
| Gemischaufbereitung:       | 1 Fallstromvergaser                                                                                         | 1 Fallstromvergaser                                                                                         | 1 Doppelvergaser                                                                                            | 1 Doppelvergaser                                                                                            | 1 Vierfachvergaser                                                                                          | 1 Vierfachvergaser                                                                                          |
| Ventilsteuerung:           | Seitliche Nockenwelle, Antrieb über Zahnräder                                                               | Seitliche Nockenwelle, Antrieb über Zahnräder                                                               | Seitliche Nockenwelle, Antrieb über Zahnräder                                                               | Zentrale Nockenwelle, Antrieb über Kette                                                                    | Zentrale Nockenwelle, Antrieb über Kette                                                                    | Zentrale Nockenwelle, Antrieb über Kette                                                                    |
| Kühlung:                   | Wasserkühlung                                                                                               | Wasserkühlung                                                                                               | Wasserkühlung                                                                                               | Wasserkühlung                                                                                               | Wasserkühlung                                                                                               | Wasserkühlung                                                                                               |
| Getriebe:                  | 3- oder 4-Gang-Getriebe a.W. GM-Zweigangautomatik „Powerglide“ GTS 327 nur 4-Gang-Getriebe Hinterradantrieb | 3- oder 4-Gang-Getriebe a.W. GM-Zweigangautomatik „Powerglide“ GTS 327 nur 4-Gang-Getriebe Hinterradantrieb | 3- oder 4-Gang-Getriebe a.W. GM-Zweigangautomatik „Powerglide“ GTS 327 nur 4-Gang-Getriebe Hinterradantrieb | 3- oder 4-Gang-Getriebe a.W. GM-Zweigangautomatik „Powerglide“ GTS 327 nur 4-Gang-Getriebe Hinterradantrieb | 3- oder 4-Gang-Getriebe a.W. GM-Zweigangautomatik „Powerglide“ GTS 327 nur 4-Gang-Getriebe Hinterradantrieb | 3- oder 4-Gang-Getriebe a.W. GM-Zweigangautomatik „Powerglide“ GTS 327 nur 4-Gang-Getriebe Hinterradantrieb |
| Radaufhängung vorn:        | je zwei ungleich lange Querlenker, Schraubenfedern, Stabilisator                                            | je zwei ungleich lange Querlenker, Schraubenfedern, Stabilisator                                            | je zwei ungleich lange Querlenker, Schraubenfedern, Stabilisator                                            | je zwei ungleich lange Querlenker, Schraubenfedern, Stabilisator                                            | je zwei ungleich lange Querlenker, Schraubenfedern, Stabilisator                                            | je zwei ungleich lange Querlenker, Schraubenfedern, Stabilisator                                            |
| Radaufhängung hinten:      | Starrachse, halbelliptische Blattfedern                                                                     | Starrachse, halbelliptische Blattfedern                                                                     | Starrachse, halbelliptische Blattfedern                                                                     | Starrachse, halbelliptische Blattfedern                                                                     | Starrachse, halbelliptische Blattfedern                                                                     | Starrachse, halbelliptische Blattfedern                                                                     |
| Bremsen:                   | Vierrad-Trommelbremsen a.W. (GTS-Modelle Serie) Scheibenbremsen vorne, a.W. Servo                           | Vierrad-Trommelbremsen a.W. (GTS-Modelle Serie) Scheibenbremsen vorne, a.W. Servo                           | Vierrad-Trommelbremsen a.W. (GTS-Modelle Serie) Scheibenbremsen vorne, a.W. Servo                           | Vierrad-Trommelbremsen a.W. (GTS-Modelle Serie) Scheibenbremsen vorne, a.W. Servo                           | Vierrad-Trommelbremsen a.W. (GTS-Modelle Serie) Scheibenbremsen vorne, a.W. Servo                           | Vierrad-Trommelbremsen a.W. (GTS-Modelle Serie) Scheibenbremsen vorne, a.W. Servo                           |
| Lenkung:                   | Kugelumlauflenkung, a.W. Servo                                                                              | Kugelumlauflenkung, a.W. Servo                                                                              | Kugelumlauflenkung, a.W. Servo                                                                              | Kugelumlauflenkung, a.W. Servo                                                                              | Kugelumlauflenkung, a.W. Servo                                                                              | Kugelumlauflenkung, a.W. Servo                                                                              |
| Karosserie:                | Stahlblech, selbsttragend                                                                                   | Stahlblech, selbsttragend                                                                                   | Stahlblech, selbsttragend                                                                                   | Stahlblech, selbsttragend                                                                                   | Stahlblech, selbsttragend                                                                                   | Stahlblech, selbsttragend                                                                                   |
| Spurweite vorn/hinten:     | 1450/1450 mm                                                                                                | 1450/1450 mm                                                                                                | 1450/1450 mm                                                                                                | 1450/1450 mm                                                                                                | 1450/1450 mm                                                                                                | 1476/1476 mm                                                                                                |
| Radstand:                  | 2820 mm | 2820 mm | 2820 mm | 2820 mm | 2820 mm | 2820 mm |
| Abmessungen:               | 4695 × 1825 × 1390 mm                                                                                       | 4695 × 1825 × 1390 mm                                                                                       | 4695 × 1825 × 1390 mm                                                                                       | 4695 × 1825 × 1390 mm                                                                                       | 4695 × 1825 × 1390 mm                                                                                       | 4695 × 1825 × 1390 mm                                                                                       |
| Leergewicht:               | 1300 kg | 1300 kg | 1334 kg | 1380 kg | 1495 kg | 1550 kg |
| Höchstgeschwindigkeit:     | ca. 145 km/h                                                                                                | ca. 155 km/h                                                                                                | ca. 165 km/h                                                                                                | ca. 170–200 km/h                                                                                            | ca. 160–200 km/h                                                                                            | ca. 190–200 km/h                                                                                            |
| 0–100 km/h (Testwerte):    | | | 11,8 s | | 7,6 s | 8,1 s |
| Verbrauch (L/100 km):      | ca. 10–13                                                                                                   | ca. 10–13                                                                                                   | ca. 11–14                                                                                                   | ca. 14–19                                                                                                   | ca. 14–20                                                                                                   | ca. 20 S |

### Monaro/LE Coupé/GTS 4-door (HQ/HJ/HX/HZ, 1971–1979)

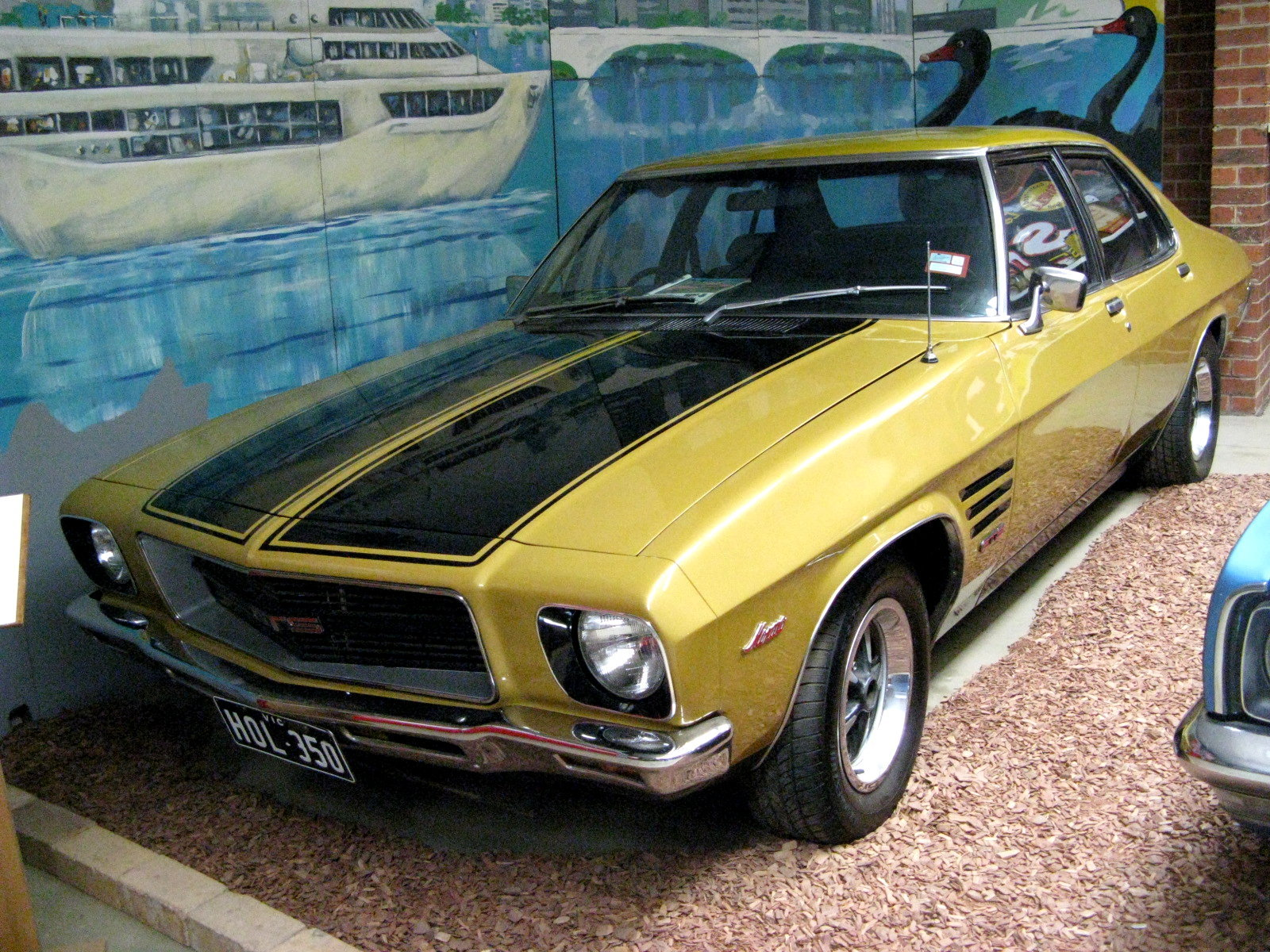
Holden Monaro HQ GTS 350 (1971–1974)

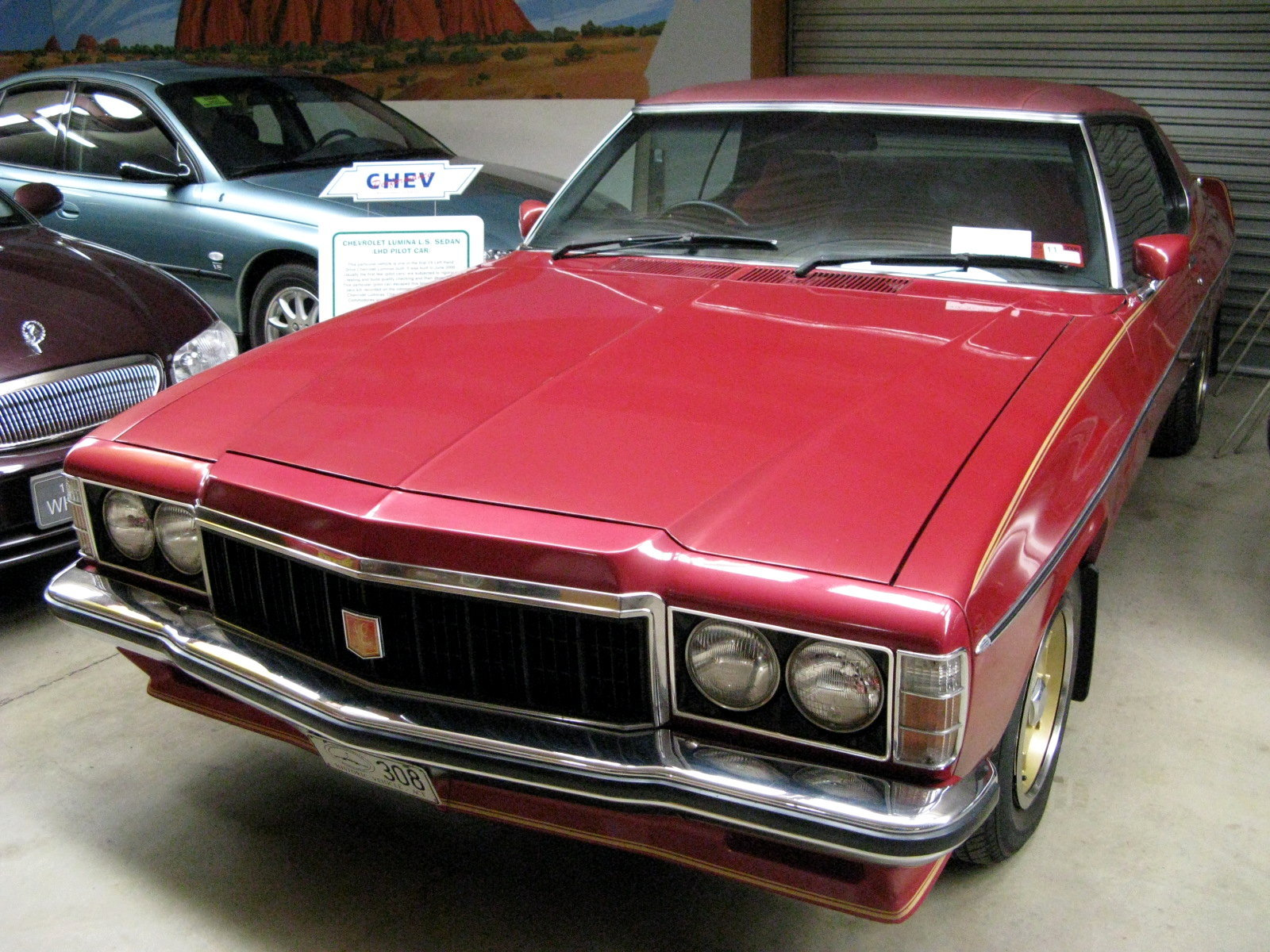
Holden LE Coupé HX (1976–1977)

Im Juli 1971 präsentierte Holden mit dem Monaro HQ eine komplett neue zweite Generation. Neu war auch die komfortbetonte Ausstattungsvariante LS mit einem neuen 3,3 l-Reihensechszylinder oder V8-Motoren bis 5,7 l Hubraum und serienmäßigem schwarzem Vinyldach.
Den GTS gab es nun nicht mehr mit Sechszylindermaschine; im Basismodell sorgte ein 2,85 l-Sechszylinder für den Vortrieb. Die neue Karosserielinie mit breiterer, steiler stehender C-Säule und größerer Heckscheibe wurde weithin als weniger sportlich angesehen, gilt heute aber als einer der besten australischen Entwürfe.
Der sportliche Ruf des GTS (der bis 1973 ohne Zierstreifen auskommen musste und dessen V8 etwas an Leistung verloren hatte, insbesondere wenn er mit Dreigangautomatik gekoppelt war) nahm auch dadurch Schaden, dass Holden in Bathurst ab 1970 mit dem kleineren Holden Torana antrat.
Die Ende 1974 eingeführte HJ-Serie des Monaro war durch ein umfangreiches Facelift, auf Wunsch erhältliche Front- und Heckspoiler und den Entfall des kleinen Sechszylinders, aber auch des 5,7-l-V8 gekennzeichnet.
1976 endete die Monaro-Produktion mit einem auf 600 Stück limitierten Sondermodell LE Coupé HX. Diese Coupés trugen allerdings nicht mehr den Namen Monaro, ebenso wenig wie die viertürigen GTS-Modelle.
Vom 4-türigen GTS wurde im Oktober 1977 auch noch eine HZ-Serie mit Doppelscheinwerfern und schwarzem Kühlergrill aufgelegt, die bis Ende 1979 gefertigt wurde.
Einige Exemplare des Monaro GTS wurden nach Südafrika exportiert und/oder dort bei General Motors South Africa aus importierten Teilen montiert. Später wurden diese Autos als Chevrolet SS vermarktet und erhielten eine eigene Frontpartie mit Doppelscheinwerfern. Die meisten dieser Fahrzeuge hatten den 5,7 l-V8 unter der Haube.
Der Monaro gilt als einer der führenden Muscle Cars Australiens, gemeinsam mit dem Ford Falcon GT, Chryslers Valiant Charger und den stärkeren Varianten des Holden Torana, dabei wird aber übersehen, dass die meisten Monaros von den kleineren Sechszylindern und den schwächeren V8-Motoren befeuert wurden. Unter Sammlern besonders gesucht sind heute der Monaro HK GTS 327 und die späteren GTS 350-Modelle.
| Modell   | Bezeichnung          | Fahrzeugart              | Bauzeitraum     |
| -------- | -------------------- | ------------------------ | --------------- |
| HQ-80337 | Monaro Coupé R6      | Hardtop-Coupé, zweitürig | 07/1971–10/1974 |
| HQ-80437 | Monaro Coupé V8      | Hardtop-Coupé, zweitürig | 07/1971–10/1974 |
| HQ-80837 | Monaro GTS Coupé V8  | Hardtop-Coupé, zweitürig | 07/1971–10/1974 |
| HQ-80837 | Monaro GTS 4-door V8 | Limousine, viertürig     | 04/1973–10/1974 |
| HQ-81137 | Monaro LS Coupé R6   | Hardtop-Coupé, zweitürig | 07/1971–10/1974 |
| HQ-81237 | Monaro LS Coupé V8   | Hardtop-Coupé, zweitürig | 07/1971–10/1974 |
| HQ-81837 | Monaro GTS 350 V8    | Hardtop-Coupé, zweitürig | 07/1971–10/1974 |
| HJ-8WP37 | Monaro LS Coupé      | Hardtop-Coupé, zweitürig | 10/1974–06/1976 |
| HJ-8WQ37 | Monaro GTS Coupé     | Hardtop-Coupé, zweitürig | 10/1974–07/1976 |
| HJ-8WQ69 | Monaro GTS 4-door    | Limousine, viertürig     | 10/1974–06/1976 |
| HX-8WQ37 | LE Coupé             | Hardtop-Coupé, zweitürig | 08/1976–12/1976 |
| HX-8WQ69 | GTS 4-door           | Limousine, viertürig     | 07/1976–09/1977 |
| HZ-8WQ69 | GTS 4-door           | Limousine, viertürig     | 10/1977–12/1979 |

Vom Monaro der zweiten Generation wurden insgesamt 18.626 Exemplare hergestellt.
| Holden Monaro              | 2800                                                                       | 3300                                                                       | 4100                                                                       | 5000                                                               | 5700                                                               |
| -------------------------- | -------------------------------------------------------------------------- | -------------------------------------------------------------------------- | -------------------------------------------------------------------------- | ------------------------------------------------------------------ | ------------------------------------------------------------------ |
| Motor:                     | 6-Zylinder-Reihenmotor (Viertakt), vorne längs                             | 6-Zylinder-Reihenmotor (Viertakt), vorne längs                             | 8-Zylinder-V-Motor (Viertakt), Gabelwinkel 90°, vorne längs                | 8-Zylinder-V-Motor (Viertakt), Gabelwinkel 90°, vorne längs        | 8-Zylinder-V-Motor (Viertakt), Gabelwinkel 90°, vorne längs        |
| Bezeichnung:               | GMH 173                                                                    | GMH 202                                                                    | GMH 253                                                                    | GMH 308                                                            | GMH 350                                                            |
| Hubraum:                   | 2832 cm³                                                                   | 3304 cm³                                                                   | 4141 cm³                                                                   | 5042 cm³                                                           | 5733 cm³                                                           |
| Bohrung × Hub:             | 88,9 × 76,2 mm                                                             | 92,1 × 82,6 mm                                                             | 92,1 × 77,77 mm                                                            | 101,6 × 77,77 mm                                                   | 101,6 × 88,39 mm                                                   |
| Leistung bei 1/min:        | 88 kW (120 SAE-PS) bei 4400                                                | 101 kW (137 SAE-PS) bei 4400                                               | 138 kW (188 SAE-PS) bei 4400                                               | 179 kW (243 SAE-PS) bei 4800                                       | 205 kW (279 SAE-PS) bei 4800                                       |
| Max. Drehmoment bei 1/min: | 227 Nm bei 2000                                                            | 263 Nm bei 2000                                                            | 355 Nm bei 2400                                                            | 426 Nm bei 3000                                                    | 488 Nm bei 3200                                                    |
| Verdichtung:               | 9,4:1                                                                      | 9,4:1                                                                      | 9:1                                                                        | 9:1                                                                | 8,5:1                                                              |
| Gemischaufbereitung:       | 1 Fallstromvergaser                                                        | 1 Fallstromvergaser                                                        | Einspritzung                                                               | 1 Fallstrom-Doppelvergaser                                         | 1 Fallstrom-Vierfachvergaser                                       |
| Ventilsteuerung:           | Seitliche Nockenwelle, Antrieb über Zahnräder                              | Seitliche Nockenwelle, Antrieb über Zahnräder                              | Zentrale Nockenwelle, Antrieb über Kette                                   | Zentrale Nockenwelle, Antrieb über Kette                           | Zentrale Nockenwelle, Antrieb über Kette                           |
| Kühlung:                   | Wasserkühlung                                                              | Wasserkühlung                                                              | Wasserkühlung                                                              | Wasserkühlung                                                      | Wasserkühlung                                                      |
| Getriebe:                  | 3- oder 4-Gang-Getriebe a.W. Dreigangautomatik „Trimatic“ Hinterradantrieb | 3- oder 4-Gang-Getriebe a.W. Dreigangautomatik „Trimatic“ Hinterradantrieb | 3- oder 4-Gang-Getriebe a.W. Dreigangautomatik „Trimatic“ Hinterradantrieb | 4-Gang-Getriebe a.W. Dreigangautomatik „Trimatic“ Hinterradantrieb | 4-Gang-Getriebe a.W. Dreigangautomatik „Trimatic“ Hinterradantrieb |
| Radaufhängung vorn:        | Dreieckquerlenker, Schraubenfedern, Stabilisator                           | Dreieckquerlenker, Schraubenfedern, Stabilisator                           | Dreieckquerlenker, Schraubenfedern, Stabilisator                           | Dreieckquerlenker, Schraubenfedern, Stabilisator                   | Dreieckquerlenker, Schraubenfedern, Stabilisator                   |
| Radaufhängung hinten:      | Starrachse, untere Längs-, obere Schräglenker, Schraubenfedern             | Starrachse, untere Längs-, obere Schräglenker, Schraubenfedern             | Starrachse, untere Längs-, obere Schräglenker, Schraubenfedern             | Starrachse, untere Längs-, obere Schräglenker, Schraubenfedern     | Starrachse, untere Längs-, obere Schräglenker, Schraubenfedern     |
| Bremsen:                   | Trommelbremsen rundum a.W. Scheibenbremsen vorne, Trommeln hinten, Servo   | Trommelbremsen rundum a.W. Scheibenbremsen vorne, Trommeln hinten, Servo   | Trommelbremsen rundum a.W. Scheibenbremsen vorne, Trommeln hinten, Servo   | Scheibenbremsen vorne, Trommeln hinten, Servo                      | Scheibenbremsen vorne, Trommeln hinten, Servo                      |
| Lenkung:                   | Kugelumlauflenkung, a.W. Servo                                             | Kugelumlauflenkung, a.W. Servo                                             | Kugelumlauflenkung, a.W. Servo                                             | Kugelumlauflenkung, a.W. Servo                                     | Kugelumlauflenkung, a.W. Servo                                     |
| Karosserie:                | Stahlblech, selbsttragend                                                  | Stahlblech, selbsttragend                                                  | Stahlblech, selbsttragend                                                  | Stahlblech, selbsttragend                                          | Stahlblech, selbsttragend                                          |
| Spurweite vorn/hinten:     | 1530/1530 mm                                                               | 1530/1530 mm                                                               | 1530/1530 mm                                                               | 1530/1530 mm                                                       | 1530/1530 mm                                                       |
| Radstand:                  | 2820 mm                                                                    | 2820 mm                                                                    | 2820 mm                                                                    | 2820 mm                                                            | 2820 mm                                                            |
| Abmessungen:               | 4760 × 1880 × 1350 mm                                                      | 4760 × 1880 × 1350 mm                                                      | 4760 × 1880 × 1350 mm                                                      | 4760 × 1880 × 1350 mm                                              | 4760 × 1880 × 1350 mm                                              |
| Leergewicht:               | ab 1340 kg                                                                 | ab 1350 kg                                                                 | ab 1380 kg                                                                 | ab 1380 kg                                                         | ab 1390 kg                                                         |
| Höchstgeschwindigkeit:     | ca. 145–155 km/h                                                           | ca. 155–165 km/h                                                           | ca. 170–175 km/h                                                           | ca. 170–200 km/h                                                   | ca. 195–210 km/h                                                   |
| 0–100 km/h (Testwerte):    |                                                                            |                                                                            | 9,4 s                                                                      | 8,1 s                                                              | 7,5 s                                                              |
| Verbrauch (L/100 km):      | ca. 11–14                                                                  | ca. 11–15                                                                  | ca. 12–17                                                                  | ca. 12–19                                                          | ca. 16–22                                                          |

### V2/VZ (2001–2005)
Über 20 Jahre nach der Einstellung des Monaro der zweiten Generation zeigte Holden auf der Sydney Motor Show im Jahr 1998 ein Holden-Commodore-Coupé als Stilstudie. Die Presse taufte die Studie rasch auf den naheliegenden Namen Monaro, und die sehr positive Reaktion der Messebesucher veranlassten Holden, das Modell in Serie gehen zu lassen. Die Produktion dieses Monaro V2  begann im Jahr 2001; die Entwicklungskosten beliefen sich auf lediglich 40 Millionen Euro, allerdings hatte man die geplante Entwicklungszeit von 12 bis 18 Monaten mit 22 Monaten deutlich überschritten.

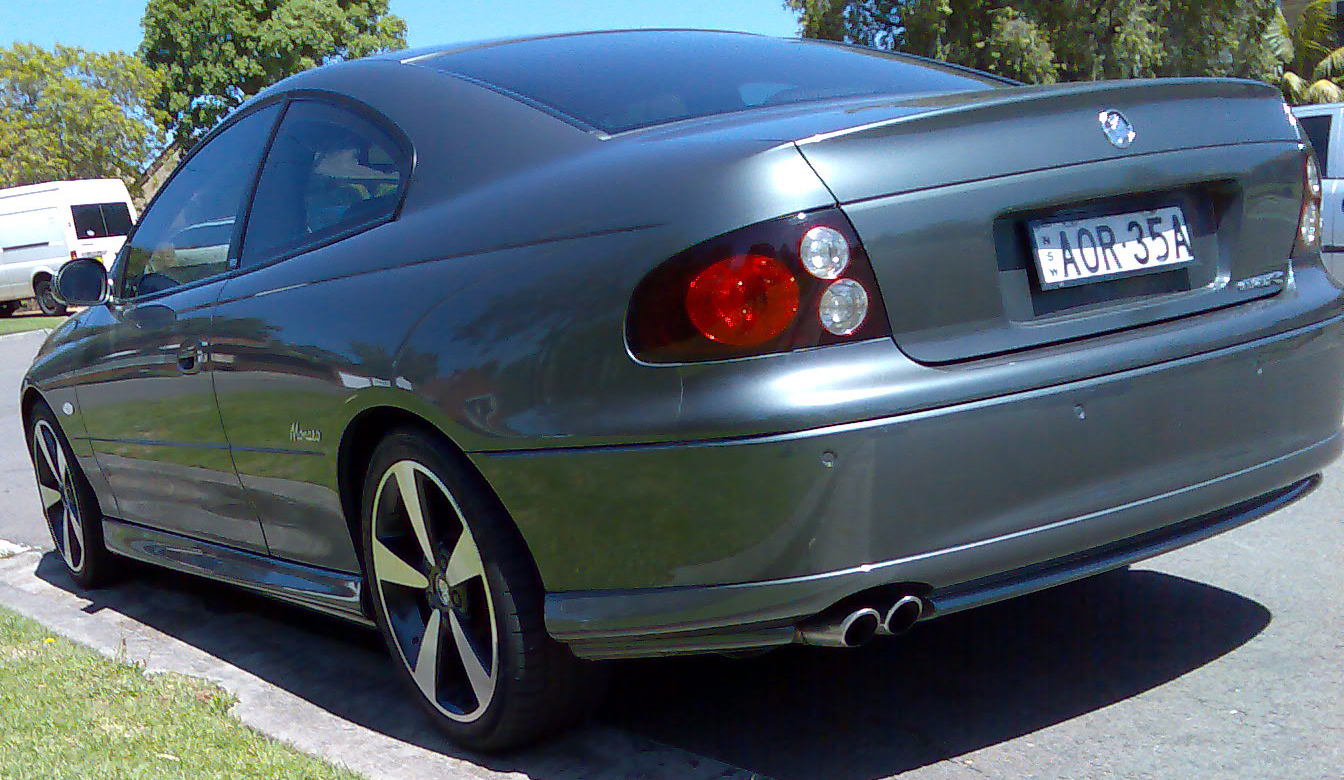
Heck des Monaro V2

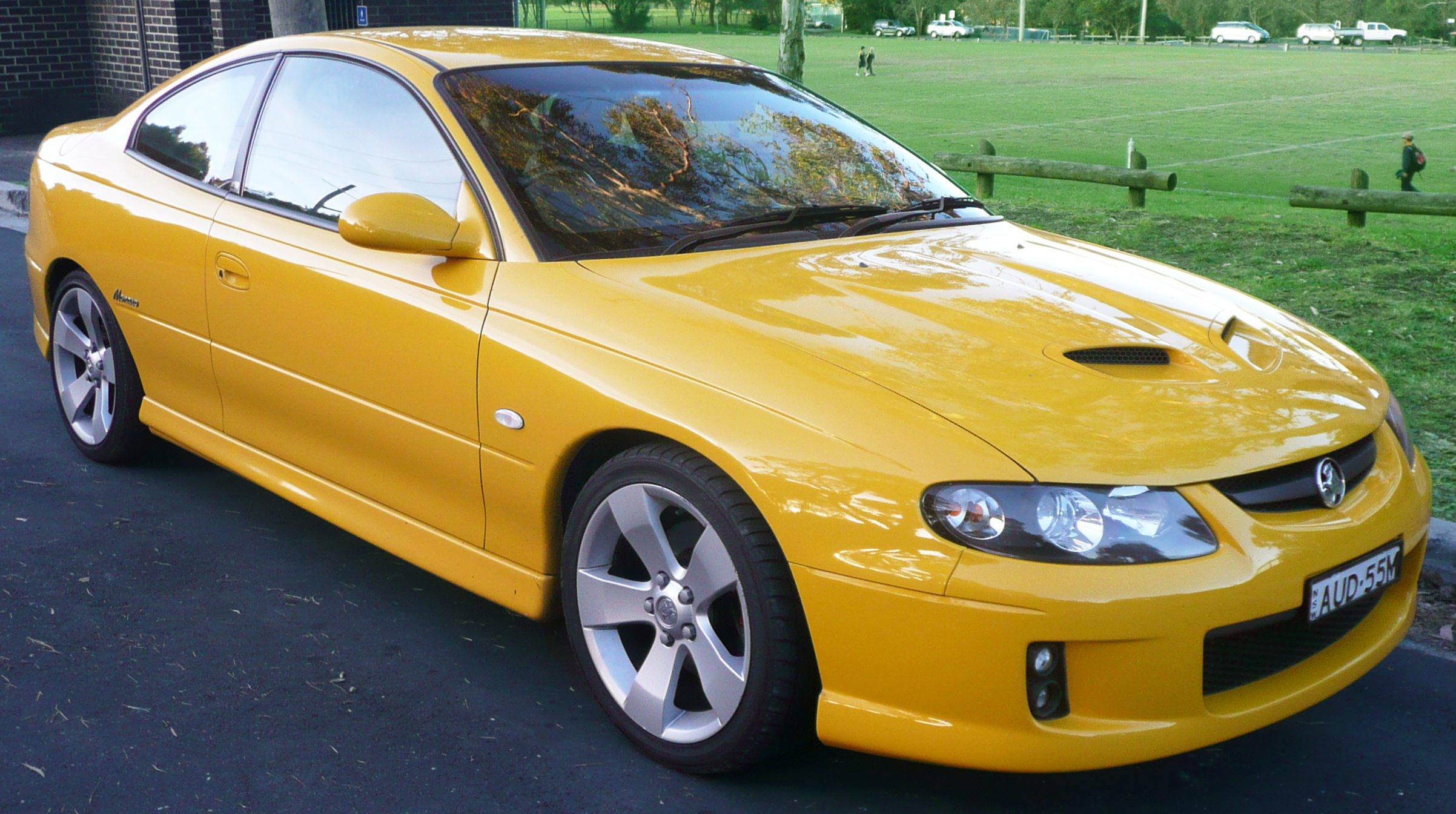
Holden Monaro VZ (2004–2005)

Den Monaro der dritten Generation gab es (bis Mitte 2004) als CV6 mit 3,8 l-V6 mit Kompressor und als CV8 mit 5,7 l großem V8, jeweils mit Sechsganggetriebe oder Viergangautomatik. Anfang 2003 debütierte die Serie 2 mit dem Armaturenbrett des zeitgenössischen Holden Commodore VY, Felgen im neuen Design und Änderungen an der Farbpalette. Der CV6 erreichte nur etwa ein Zehntel der Stückzahlen des Achtzylinders und entfiel mit der Einführung der Serie 3 im Sommer 2004. Von HSV wurden ab der Serie 1 in kleiner Stückzahl die auf dem Monaro basierenden Modelle GTO (255–297 kW/347–404 PS) und GTS (299 kW/408 PS) mit getunten 5,7-Liter-Motoren und aerodynamischen Anbauteilen gefertigt. Der GTS wurde später aus dem Programm gestrichen und durch das Coupe4 mit Allradantrieb ersetzt.
Ferner gab es zwei spezielle Monaro CV8-R als Sonderserien mit gehobener Ausstattung und anderen Felgen, in grauer bzw. roter Lackierung.
Der stärkste Monaro überhaupt war der HRT 427, ein von HSV konzipiertes Coupè mit einem modifizierten Siebenliter-V8 aus der Chevrolet Corvette C5R-Rennversion. Merkmale des zweisitzigen HRT 427 waren darüber hinaus Überrollkäfig, Rennfahrwerk und -Bremsen und Ram Air-Kaltluftzuführung. Mit 420 kW (571 PS) kam der GTS in knapp vier Sekunden auf 100 km/h. Da die Kalkulation ungünstig ausfiel, wurde das Projekt fallengelassen.
Eine GT-Version des HRT 427 gewann allerdings die 24 Stunden von Bathurst in den Jahren 2002 und 2003 gegen starke Konkurrenz von Porsche, Ferrari und Lamborghini. 2003 errang Pilot Peter Brock seinen 10. Langstreckensieg in Bathurst – im Alter von 60 Jahren.
Der Monaro der dritten Generation wurde auch exportiert. Im Nahen Osten gab es ihn als Chevrolet Lumina Coupé, in den USA als Pontiac GTO und in Großbritannien als Vauxhall Monaro.
Klagen aus den USA über das allzu glatte Styling des Monaro/GTO führten dazu, dass die Motorhaube ab 2004 (beim Pontiac GTO ab Modelljahr 2005) mit zwei Lufthutzen versehen wurde. Die Hutzen sind nur Attrappen (der GTO erhielt zwar kein Ram Air, aber funktionale Hood Scoops) und haben in den Augen der australischen Fachpresse den Wagen verschandelt. Die Pontiac GTO der Modelljahre 2005 und 2006 erhielten zudem einen sechs Liter großen V8 mit 294 kW (400 PS); der gleiche Motor kam im HSV GTO der VZ-Serie und im Vauxhall Monaro VXR zum Einsatz.
Die Produktion des Monaro der dritten Generation endete am 13. Dezember 2005, der letzte Pontiac GTO lief am 17. Juni 2006 vom Band.
Der allerletzte hergestellte Monaro wurde per Internetauktion für rund 115.000 € versteigert, etwa das Dreifache seines Listenpreises. Der Erlös ging an eine Leukämie-Stiftung, der Wagen in Sammlerhand.